# 坎波阿富埃拉
坎波阿富埃拉（西班牙語：Campo Afuera），是阿根廷的城鎮，位於該國西北部聖胡安省的卡林加斯塔縣，海拔高度615米，2001年人口3,153，該地區在1977年考塞特地震中受到嚴重破壞。